# Panarea
La isla de Panarea (en italiano: Isola di Panarea) es la segunda isla más pequeña (después de Basiluzzo) de las ocho islas Eolias, una cadena de islas volcánicas al norte de Sicilia, en el país europeo de Italia.

## Descripción
Se trata de una frazione de la comuna de Lipari. Actualmente hay alrededor de 280 residentes que viven en la isla todo el año. Sin embargo, la población aumenta de forma espectacular en verano con la afluencia de turistas. En los últimos años, la isla se ha convertido en un destino conocido internacionalmente por sus famosos visitantes.
La isla es un volcán inactivo con una superficie total de tan sólo 3,4 kilómetros cuadrados (1,3 millas cuadradas). El punto más alto en la isla es Punta del Corvo, con 421 m (1,381 pies) sobre el nivel del mar. Hay aguas termales cerca del pueblo de Punta di Peppe e Maria.